# 荒井平兵衛
荒井 平兵衛（あらい へいべえ）は江戸時代後期の旗本。松前奉行吟味役格、信濃国中之条代官。松前時代は東蝦夷地を探索して『東行漫筆』を著し、信濃では石門心学による民衆教化に努めた。

## 経歴

### 松前時代

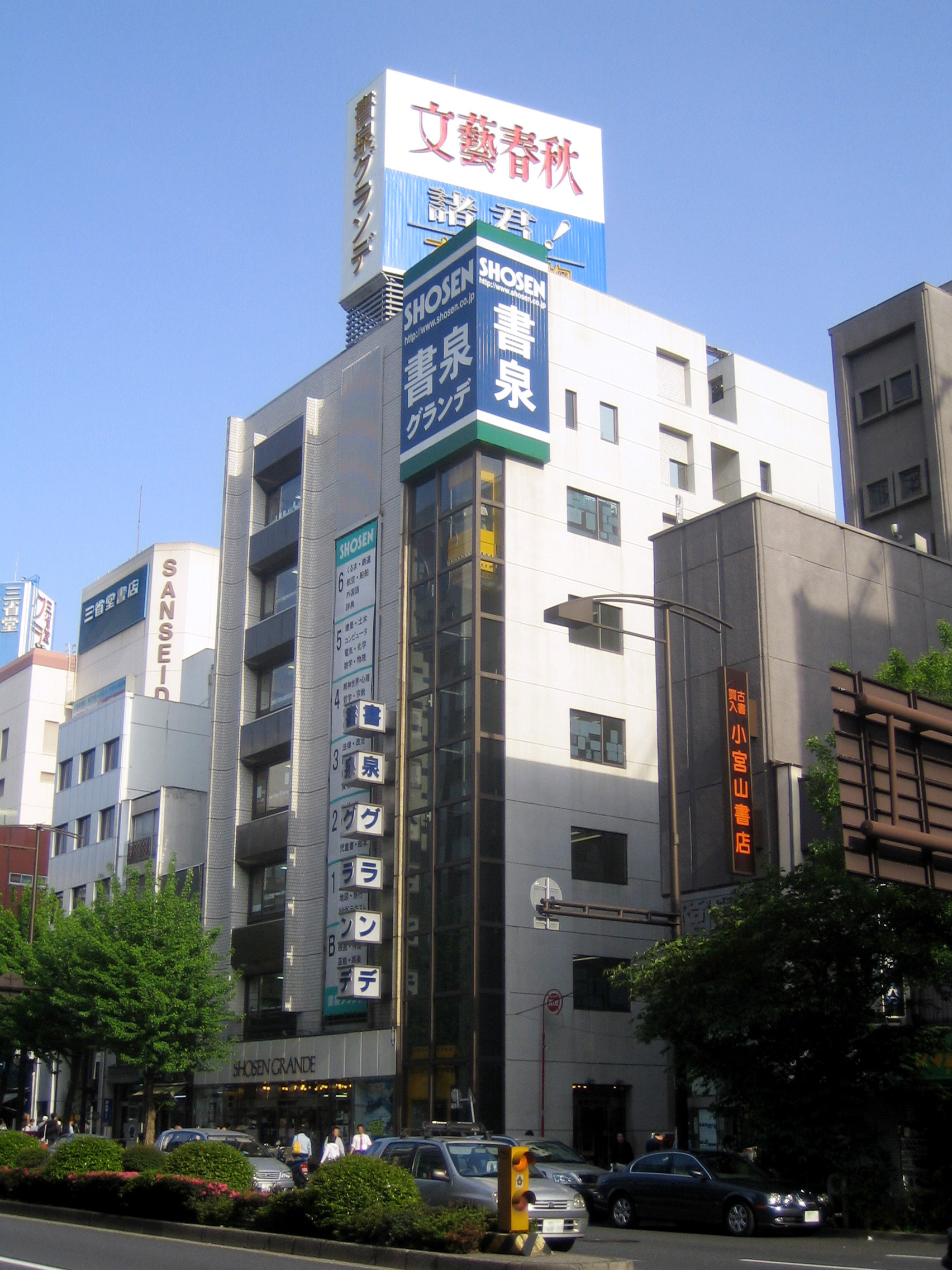
裏神保小路屋敷跡

明和7年（1770年）江戸小石川三百坂に勘定吟味方改役荒井甚之丞の子として生まれた。勘定役を継ぎ、文化4年（1807年）4月21日箱館奉行手付出役、文化5年（1808年）松前奉行調役、文化7年（1810年）松前奉行吟味役格並を歴任した。
文政3年（1820年）松前奉行吟味役格となり、小石川三百坂から小川町裏神保小路南側（神田神保町靖国通り日本文芸社・田村書店・小宮山書店付近）に移った。同年春から3年間、新島襄の母新島とみがこの屋敷に年季奉公した。

### 代官時代
文政4年（1821年）松前奉行が廃止され、7月27日信濃国埴科郡中之条代官に任命された。就任直後、「親に孝行はせずとも苦労をかけるな」「主人に忠義はせずとも蔭日向なく勤めよ」等5箇条を提示し、自著『かくあるべし』を各名主に配布した。
文政7年（1824年）陣屋に長屋を増設して教諭所を設け、石門心学を広めた。文政8年（1825年）凶作のため勘定所に貸付金の仕法を打診した。
文政11年（1828年）1月27日中之条代官を辞任し、文政12年（1829年）には下総国・常陸国の代官を務めた。文政13年（1830年）10月24日病死した。

## 著書
『東行漫筆』
文化6年（1809年）函館から国後島に出張した際の記録。北海道大学附属図書館北方資料室所蔵。
『ラシャワ島異人雑話』
文化7年（1810年）著。国文学研究資料館史料館松浦家文書所蔵。
『かくあるべし』
文政4年（1821年）の代官就任間もなく各名主に配布した訓導書。玉川大学図書館所蔵。天保3年（1832年）8月25日本書を増補した福茗窟主人茶廓著『をしえくさ』がカルフォルニア大学バークレー校東アジア図書館旧三井文庫所蔵。

## 荒井家

### 先祖
- 荒井因幡守光善（平次郎、因幡大掾[2]、六浦入道、妙法院日荷上人[3]） - 武蔵国杉田郷妙法寺・六浦郷上行寺開基。文和2年（1533年）6月13日没[3]。
- 荒井甚之丞威忠（源左衛門） – 天正18年（1590年）徳川家康に従い、間宮信繁付鷹師。下総国行徳村相論、関ヶ原の戦いに参戦。一時期稲毛領北加瀬村を領した。元和元年（1615年）没[2]。
- 荒井平右衛門信保 – 鷹師[2]。
- 荒井藤兵衛信行 – 間宮家廃業により江戸に移り、寄合番佐野十左衛門・山本藤右衛門等の下で移方御用を務めた[2]。

### 家族
- 父：荒井甚之丞 - 勘定吟味方改役、文化10年（1813年）頃没[2]。
  - 甥：勝田充[1]
- 娘：高橋景保妻[1]

### 子孫
1. 荒井甚之丞（義三郎） - 奧右筆組頭。嘉永7年（1854年）頃没[2]。
2. 荒井甚之丞（仙之助、伊勢守、和泉守、因幡守） – 小姓、小納戸、勤仕並寄合、歩兵差図役頭取[2]。
3. 荒井保吉[1] – 東京帝国大学医科大学助手、公立札幌病院医長、私立荒井病院院長[4]。